# It's Now or Never
"It's Now or Never" er en komposition fra 1960 af Aaron Schroeder og Wally Gold. Den baserer sig på den gamle napolitanske arie "'O Sole Mio" (Giovanni Capurro, Eduardo di Capuas) fra 1901.
Sangen er indspillet af Elvis Presley den 3. april 1960 i RCA-studierne i Nashville, samme dag som også "Are You Lonesome Tonight?" blev indspillet.
Mens Elvis Presley var udstationeret som soldat i Tyskland hørte han en dag i 1959 en sang i radioen, som han med det samme syntes om og kunne tænke sig at synge selv. Det var den engelsksprogede udgave af "'O Sole Mio" fra 1949, "There's No Tomorrow" med amerikanske Tony Martin. Da Presley var hjemsendt fra hæren ville han indspille sangen, men der var imidlertid problemer med rettigheder til denne tekst, så i stedet valgte hans musikforlag "Hill & Range" at bede fire forskellige forfatterteams om at lave en ny tekst til melodien og valgte så Schroeder og Gold's version.
"It's Now or Never" blev udsendt som A-side på en singleplade den 5. juli 1960. Som B-side var "A Mess Of Blues", en komposition af Doc Pomus og Mort Shuman, indspillet i Nashville den 20. marts 1960. "It's Now Or Never" var fra starten en kolossal succes og er den bedst sælgende af alle Presleys singler nogensinde med et salg på over 9 millioner eksemplarer. Den markerede samtidig Elvis Presleys overgang fra "ungdomsidol" til "voksenidol".
Den 24. september 2002 udgav RCA en CD med titlen "ELV1S 30 #1 HITS" (bemærk at 'i' i Elvis er erstattet af et 1-tal), hvor "It's Now or Never" var med. Denne nye CD blev, ligesom i sin tid sangene på den, nummer 1 på hitlisterne rundt om i verden, – 25 år efter kunstnerens død!

## There's No Tomorrow
"There's No Tomorrow" (Al Hoffman, Leo Corday, Leon Carr) blev som nævnt indspillet af Tony Martin i 1949. Men "'O Sole Mio" med denne tekst blev tillige indspillet af Elvis Presley, men som en privatoptagelse i 1959 i hans hjem i Bad Nauheim i Tyskland, optaget på en almindelig spolebåndoptager. Den blev udsendt 20 år efter hans død som en del af det såkaldte 'Bad Nauheim Medley' på cd-boxen Platinum – A Life In Music fra 1997. Da var der forløbet så lang tid, at der ikke længere var et problem omkring rettighederne til "There's No Tomorrow".

## 'O Sole Mio
Den bedst kendte indspilning af den oprindelige "'O Sole Mio" er fra 1916 og er med Enrico Caruso, men sangen er indspillet i utallige versioner gennem årene.
"'O Sole Mio" er skrevet – og normalt sunget – på den napolitanske dialekt, hvilket betyder, at "'O Sole Mio" er napolitansk for det, der på italiensk ville hedde "Il Sole Mio" og dermed kan oversættes til "Min Sol" (og ikke "Åh, Min Sol" eller "Oh, Min Sol").